# Gaza (ètnia)
Els gaza són una fracció del poble zulu dels ngunis que es va establir a Moçambic i Zimbàbue sota la direcció del cap Shoshangane, al començament del segle xix (vers 1828). El seu nom deriva del cap Gaza, un guerrer avi de Soshangane, que va donar el nom de Gaza (conegut en general com a imperi de Gaza) als seus territoris.